# کانسی
کَنسی (به لاتین: Kansi) یک منطقهٔ مسکونی در تاجیکستان است که در ولایت سغد واقع شده‌است.

## خصوصیات
کانسی ۰ نفر جمعیت دارد و ۲٬۶۱۵ متر بالاتر از سطح دریا واقع شده‌است.